# Geum ternatum
Geum ternatum är en rosväxtart som först beskrevs av Christian Friedrich Stephan, och fick sitt nu gällande namn av Jenny E.E. Smedmark. Geum ternatum ingår i släktet nejlikrotsläktet, och familjen rosväxter. Inga underarter finns listade i Catalogue of Life.

## Bildgalleri

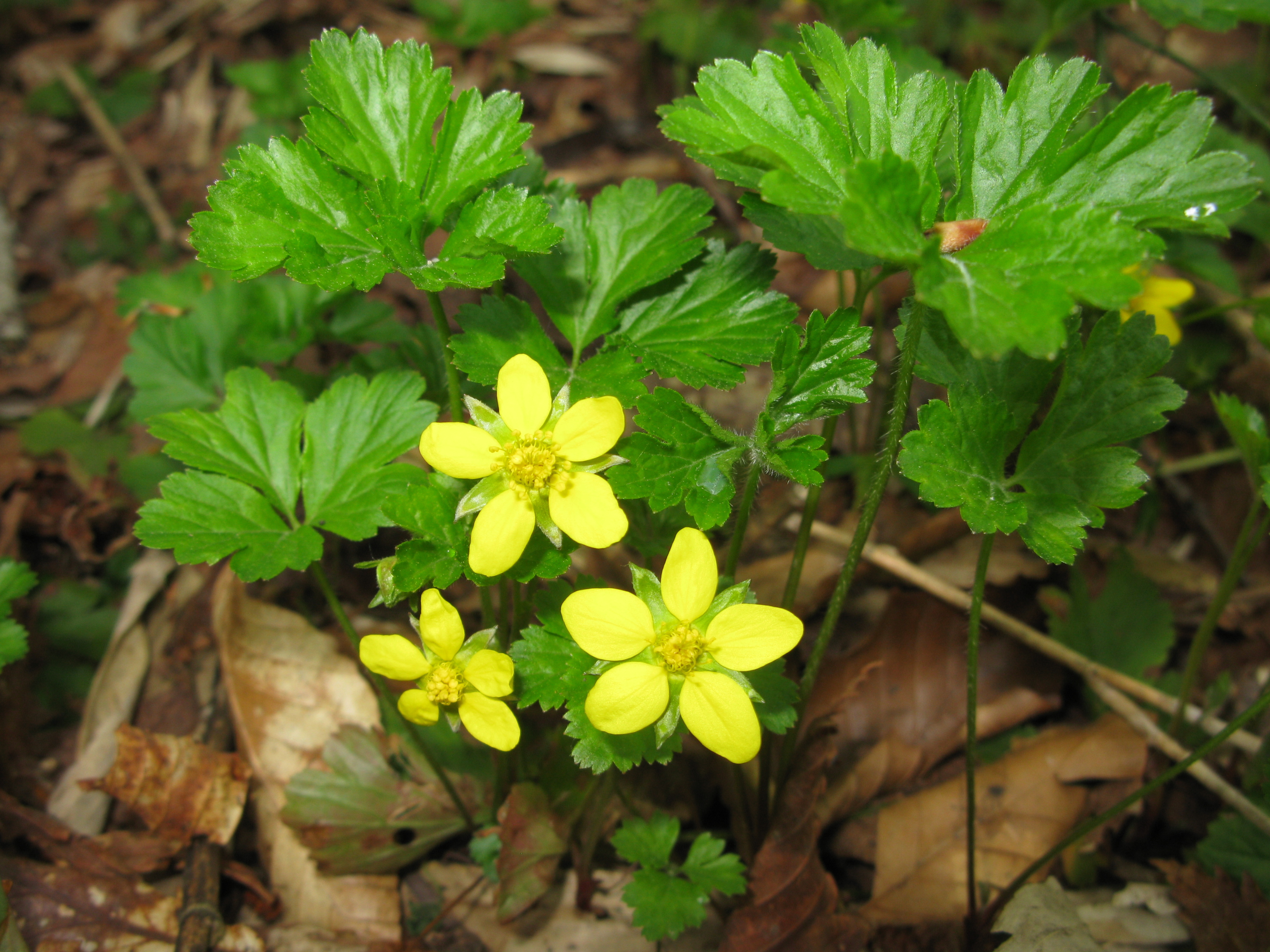
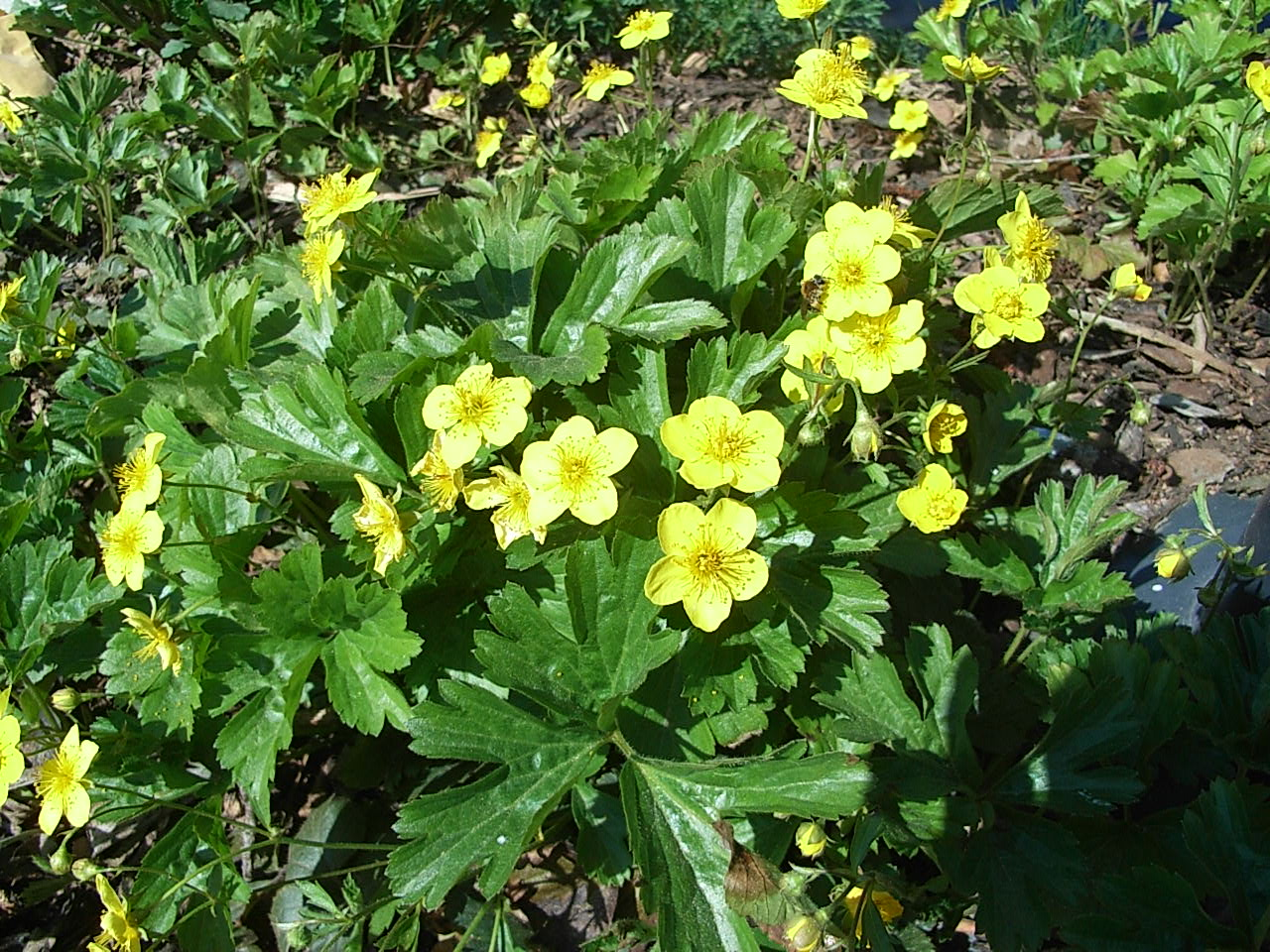
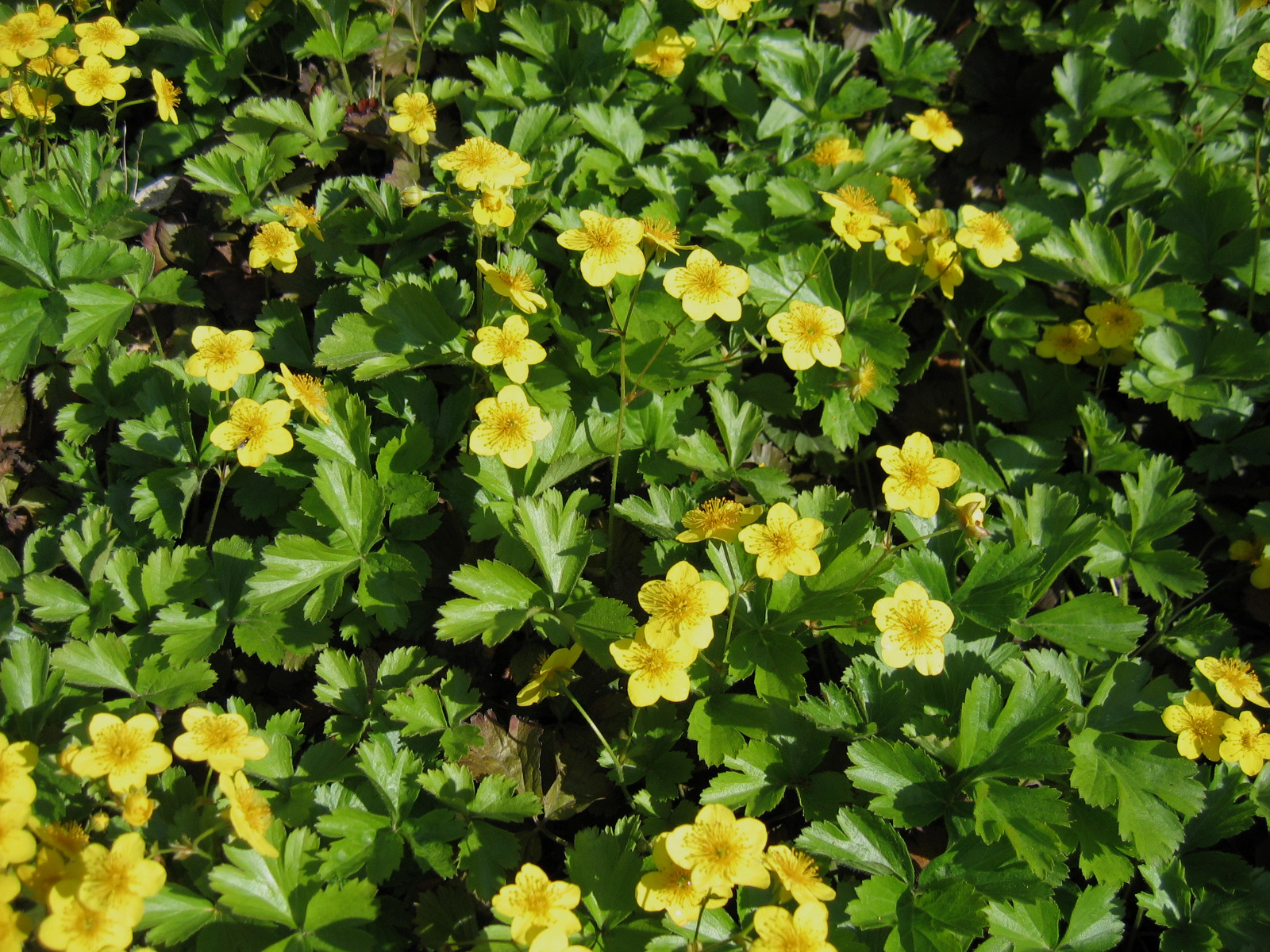
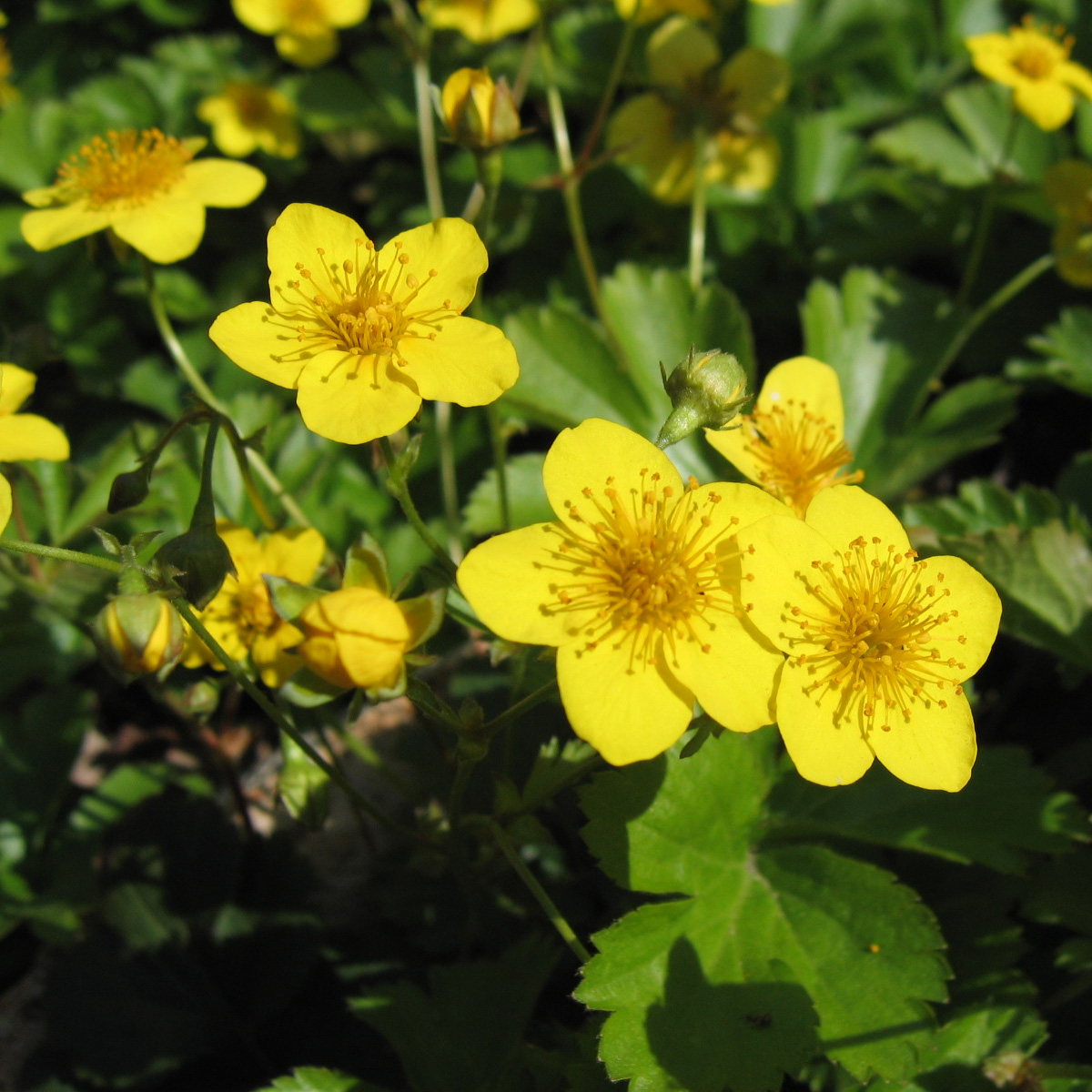
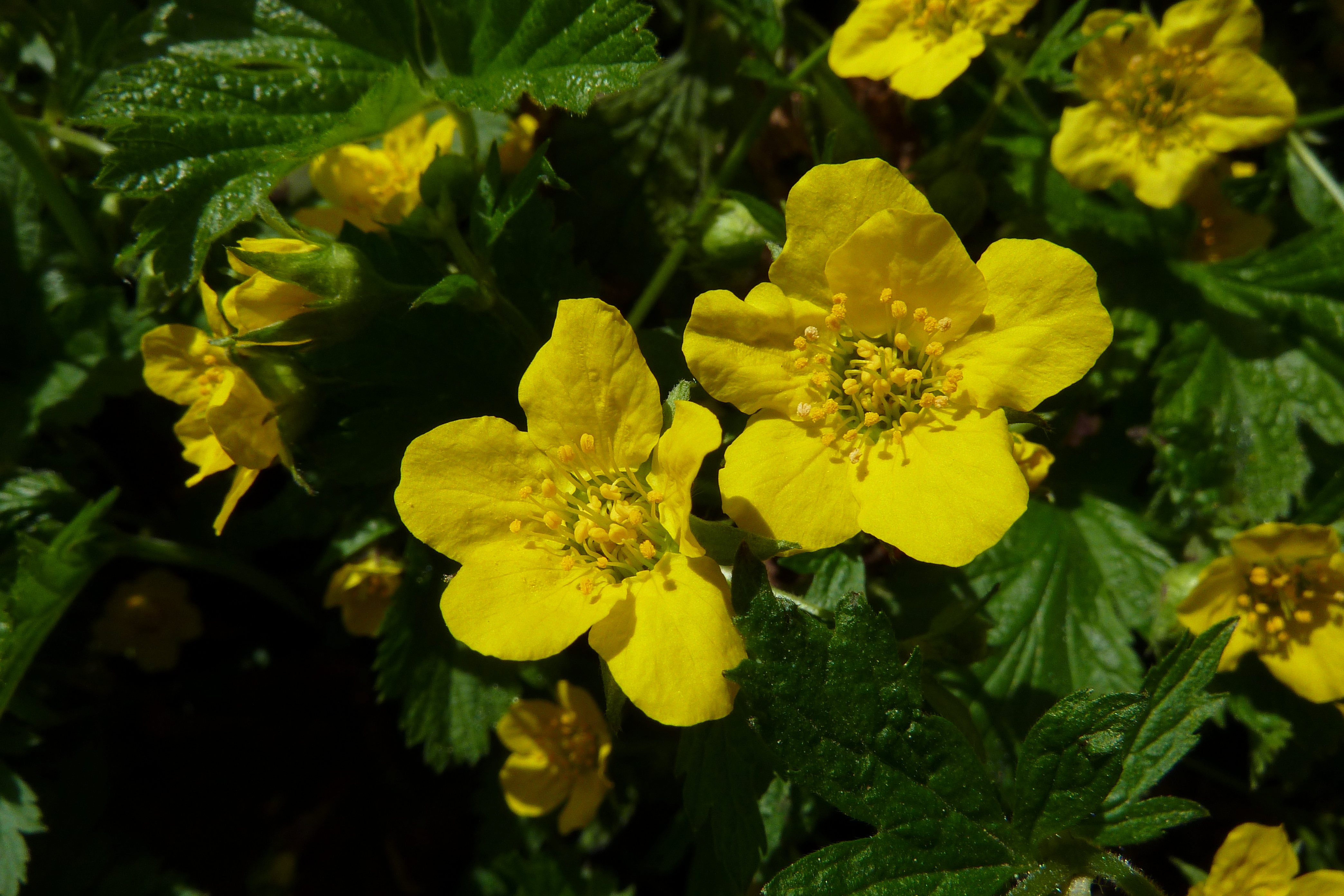